# Paulo d'Eça Leal
Paulo d'Eça Leal (15 de julio de 1901-18 de septiembre de 1977) fue un deportista portugués que compitió en esgrima, especialista en la modalidad de espada. Participó en tres Juegos Olímpicos de Verano, obteniendo una medalla de bronce en Ámsterdam 1928 en la prueba por equipos.

## Palmarés internacional
| Juegos Olímpicos | Juegos Olímpicos         | Juegos Olímpicos  | Juegos Olímpicos   |
| Año              | Lugar                    | Medalla           | Prueba             |
| ---------------- | ------------------------ | ----------------- | ------------------ |
| 1928             | Ámsterdam (Países Bajos) | Medalla de bronce | Espada por equipos |